# Telematicus
Telematicus è stata una e-zine, probabilmente la prima in lingua italiana, a periodicità mensile, pubblicata in 50 numeri tra il novembre 1990 e il luglio 1995.
Telematicus nacque formalmente come bollettino interno alla struttura italiana di Fidonet: le BBS erano in effetti l'unico luogo virtuale in Italia fuori dall'ambito universitario dove c'era un certo numero di persone che si connetteva in rete.
Maurizio Codogno preparò il numero zero come proof of concept, iniziando la tradizione di indicare tutti i collaboratori (gli editor) con un aggettivo pseudolatino, come nei cartoni animati di Wile E. Coyote.
Codogno fu il curatore della e-zine fino al numero 26 quando lasciò il timone a Renato Rolando, pur continuando a collaborare regolarmente fino alla fine dell'esperienza della rivista.
La parte relativa al bollettino è sempre stata minoritaria: la rivista ha infatti ospitato articoli tecnici sui protocolli di rete e traduzioni di testi inglesi, tra cui una versione del Jargon file di Eric S. Raymond.
Essendo nata non solo prima del web ma anche della standardizzazione delle codifiche di caratteri, una particolarità di Telematicus è che è sempre stata pubblicata usando il solo ASCII, con font monospaziato e il formato fissato a 80 colonne e 24 righe, intestazioni di pagina comprese.